# Queralt Casas
Pour les articles homonymes, voir Casas.
Queralt Casas, née le 18 novembre 1992 à Gérone en Espagne, est une joueuse espagnole professionnelle de basket-ball.

## Biographie
Championne d’Europe avec la sélection espagnole face à la France, en 2013, après avoir fait ses débuts en Euroligue avec Rivas Ecopolis, ses statiques 2014 avec le club madrilène sont de 11,5 points par match avec une pointe à 24 points contre Montpellier. L'année suivante, elle rejoint le club turc de Galatasaray, champion d’Europe en titre. Si son club n'atteint pas le final Four, il obtient néanmoins le titre national avec une belle contribue de Casas : 9,3 points, 2,3 rebonds, 2,7 passes décisives, 2,4 interceptions en 18 rencontres
Son nouveau coach Emmanuel Cœuret à Nantes se réjouit « Queralt a beaucoup d’expérience pour une joueuse de son âge. Elle est dans la plus pure tradition des arrières espagnoles : rapide, dotée d’une très bonne dextérité, bonne passeuse, ambidextre … Elle sera notre leader offensif sur la ligne arrière. C’est réellement une chance pour le NRB de pouvoir recruter une telle joueuse ». Elle n'est pas retenue pour disputer l'Euro 2015.
Le 6 mai 2016, il s'engage avec Basket Landes.
Lors de la coupe du monde 2018, l'équipe obtient la médaille de bronze, cette fois face à la Belgique.
Après deux saisons avec le club de Basket Landes, elle décide de quitter le club pour un autre club de la ligue française, Charleville-Mézières. Cependant, le 6 décembre 2018, le club la remerciera en cours de saison et sera remplacée par Géraldine Robert. Le 10 décembre 2018, elle s'engage avec le club de Sopron en Hongrie où elle remportera le championnat et la coupe de Hongrie. En avril 2019, elle participe avec Sopron au Final Four d'Euroleague women, où elle finira 4e.
Elle s'engage pour la saison 2019-2020 avec le club espagnol de Valence (11,3 points et 5,1 rebonds), où elle est élue meilleure poste 2 du championnat.

## Clubs
- 2008-2010 :  Segle XXI (Ligue 2 espagnole)
- 2010-2012 :  Mann Filter Zaragoza
- 2012-2014 :  Rivas Ecópolis
- 2014-2015 :  Galatasaray
- 2015-2016 :  Nantes Rezé Basket
- 2016-2018 :  Basket Landes
- 2018-2019 :
  - Mai-Décembre 2018 :  Flammes Carolo basket
  - Décembre 2018-2019 :  Sopron Basket
- 2019-2020 :  Valence

## Palmarès

### Clubs
- Coupe de la Reine : 2013
- Championne d'Espagne : 2014
- Championne de Turquie : 2015
- Championne de Hongrie : 2019
- Coupe de Hongrie : 2019

### Équipe nationale
- Médaille d'or au Championnat d'Europe 2013 en France
- Médaille de bronze à la coupe du monde 2018[6]
- Médaille d'or au Championnat d'Europe 2019 à Belgrade (Serbie)[11]